# Császár Ernő
| Császár Ernő                              | Császár Ernő |
| Kattints az alábbi külső linkek egyikére! | Kattints az alábbi külső linkek egyikére! |
| ----------------------------------------- | --- |
| Nem található szabad kép.(?)              | |
| külső link · jogvédett                    | Császár Ernő diákjai között középen. ELTE Trefort Ágoston Gyakorló Gimnázium. |
| külső link · jogvédett                    | A tanárok és a tanárjelöltek 1914-ben. Ülnek: Kármán Ferenc, Csízik Gyula, Pruzsinszky János, Szíjártó Miklós, Badics Ferenc igazgató, Geréb József, Ujházy László, Waldapfel János, Császár Ernő, Geduly Olivér, középső sor: Szervánszky Jenő, Szabó Dezső, Feszt Sándor, Balázs István, Szabó Péter, Cserép József, Láng Nándor, Császár Elemér, Dezséry Dezső. A többi férfi tanárjelölt. |

Császár Ernő (Budapest, 1881. január 17. – Budapest, Ferencváros, 1952. január 15.) középiskolai tanár, irodalomtörténész.

## Élete és munkássága
Dr. Császár Károly és Pikéty Etelka fia, Császár Elemér irodalomtörténész öccse. Budapesten tanított gimnáziumokban, és kutatásokat folytatott a magyar protestáns zsoltárfordítások történetével kapcsolatban. 1902-1904 között a Budapesti III. kerületi Magyar Királyi Állami Főgimnázium tanára. Később 1911-1937 között a Trefort Gimnáziumban magyar és latin nyelveket tanított.
```
Számos magyarázatos szövegkiadása (Kölcsey Ferenc, Gyulai Pál, Madách Imre, Vajda János) és szépirodalmi kritikája jelent meg nyomtatásban. Felesége Koós Mária Anna volt.
```

Önállóan a következő műve jelent meg nyomtatásban: 
- A magyar protestáns zsoltárköltészet a XVI. században (Budapest, 1902).